# فرناندو گاگو
فرناندو روبن گاگو (اسپانیایی: Fernando Rubén Gago‎؛ زادهٔ ۱۰ آوریل ۱۹۸۶) بازیکن فوتبال بازنشسته اهل آرژانتین است. او عضو تیم ملی فوتبال آرژانتین و باشگاه بوکاجونیورز بود.

## فوتبال باشگاهی

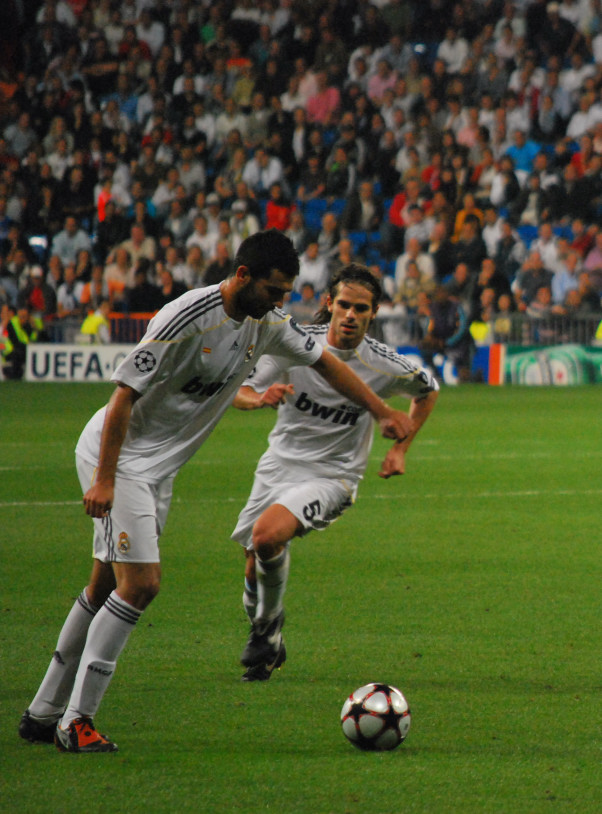
عکس گاگو در رئال مادرید

### بوکاجونیورز
گاگو که در تیم پایه بوکاجونیورز پرورش یافته بود، اولین بازی رسمی خود را برای این تیم، در تاریخ۵ دسامبر سال ۲۰۰۴ انجام داد. با وجود سن کم، به سرعت خود را به تیم اصلی رساند و یکی از هافبک‌های مهم این تیم شد و توانست توجه تیم‌های بزرگ اروپایی چون رئال مادرید و بارسلونا را به خود جلب کند.

### رئال مادرید
در ۱۵ نوامبر سال ۲۰۰۶، مدیر عامل وقت باشگاه رئال مادرید، برای تأکید به سیاست خود (خرید بازیکنان جوان و آینده دار، بجای خرید بازیکنان بزرگ)، بمانند گونسالو ایگواین، تلاش خود را برای به خدمت گرفتن گاگو آغاز کرد. بنابر گزارش‌ها، نام تیم میلان هم برای خرید گاگو ذکر شده بود که مسئولین این تیم ایتالیایی اعلام کردند که «گاگو و هیگواین فقط می‌خواهند به رئال مادرید بیوندند نه تیم دیگری».
به هر حال سرانجام در تاریخ ۱۹ دسامبر سال ۲۰۰۶، قرار دادی به ارزش بیش از ۲۰ میلیون دلار به امضا رسید و گاگو به رئال مادرید پیوست. گاگویی که با توجه به شیوه بازیش، یادآور اسطوره آرژانتینی باشگاه رئال، یعنی فرناندو ردوندو شده بود و هواداران امید دیدن ردوندویی جدید را داشتند.
فرناندو اولین بازی خود را برای رئال مادرید، در ۷ ژانویه سال ۲۰۰۷ انجام داد که در آن بازی، رئال با ۲ گل به برتری رسید تا گاگو، یک شروع خوب را تجربه کرده باشد. اما به علت ضعف دفاعی تیم رئال در آن سال، گاگو نتوانست قابلیت‌ها و توانایی‌هایی خود را نشان دهد هرچند پاس گل دقایق پایانی وی به روبرتو کارلوس یکی از دلایل اصلی قهرمانی رئال مادرید در لیگ آن سال بود.
گاگو قبل از شروع لیگ ۰۸–۲۰۰۷ شماره پیراهن خود را از ۱۶ به ۸ تغییر داد. وی در این سال توانست توانایی‌های واقعی خود را نشان دهد و بازی‌هایی بسیار خوبی برای رئال مادرید انجام داد و جای محمد دیارا را در ترکیب اصلی تیم گرفت و یکی از ارکان اصلی قهرمانی مجدد رئال در لیگ بود.
در فصل بعد(۰۹–۲۰۰۸)، گاگو مصدوم بود و تنها ۲ بازی انجام داد تا هفته ۱۱هم و بازی برابر تیم اتلیتیک بیلبائو که تیم رئال آن بازی را ۳–۲ به نفع خود به پایان برد. در آن بازی، گاگو به همراه وسلی اسنایدر، بازی عالی انجام دادند و مورد تحسین قرار گرفتند. در این سال همچنین گاگو موفق شد که از روی ارسال گوتی، اولین گل خود را برای تیم رئال مادرید به ثمر برساند هر چند که رئال آن بازی را با نتیجه ۴–۳ به تیم سویا واگذار کرد.
در پایان آن فصل نیز، با توجه به رفتن فابیو کاناوارو از رئال مادرید، شماره محبوب گاگو در تیم آزاد شد و وی شماره ۸ خود را به بازیکن تازه‌وارد تیم، یعنی کاکا داد و خود شما ۵ محبوبش را به تن کرد. یعنی همان شماره‌ای که در تیم ملی می‌پوشد.
در فصل (۱۰–۲۰۰۹) هم با ورود ژابی آلونسو به تیم، گاگو فرصت کمتری برای بازی کردن پیدا کرد و در نزدیکی پیوستن به تیم منچستر سیتی بود که این اتفاق صورت نگرفت و وی در رئال باقی‌ماند.
در فصل جدید و با آمدن خوزه مورینیو به تیم رئال مادرید، گاگو امیدوار است که بتواند بهترین فصل خود را تجربه کند.

## تیم ملی

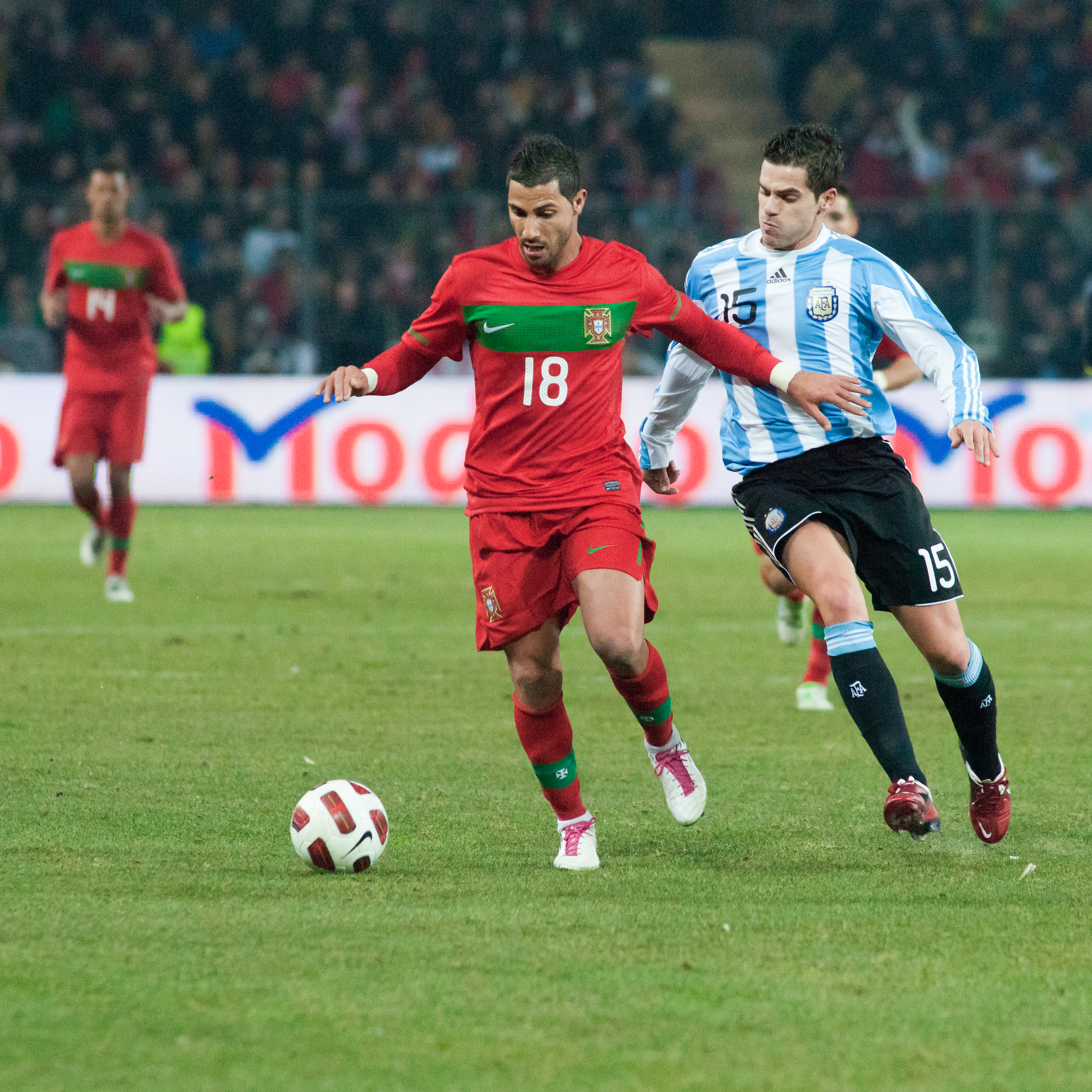
گاگو (شماره ۱۵) برابر پرتغال

گاگو به همراه سرخیو آگرو و لیونل مسی، عضو تیم ملی آرژانتین در جام جهانی نوجوانان در سال ۲۰۰۵ بود که در آن رقابت‌ها، تیم آرژانتین قهرمان جهان شد و این ۳ بازیکن، پدیده‌های آن مسابقات بودند که اکنون هر ۳ در باشگاههای بزرگ اروپایی توپ می‌زنند.
با وجود این قهرمانی، گاگو به تیم ملی کشورش برای بازیهای جام جهانی ۲۰۰۶ در کشور آلمان دعوت نشد. وی برای اولین بار برای بازی‌های جام ملتهای آمریکا به تیم ملی کشورش فراخوانده شد و عضو تیم ملی کشورش شد.
همچنین بخاطر بازیهای کمش در تیم رئال مادرید در فصل ۱۰–۲۰۰۹، گاگو شانس حضور در جام جهانی ۲۰۱۰ در کشور آفریقای جنوبی را نیز از دست داد تا نتواند حضور در جام جهانی را تجربه کند.ولی در جام جهانی ۲۰۱۴ برزیل با بازی های خوبی که در بوکاجونیورز انجام داد توسط سابه یا به تیم ملی دعوت شد تا بالاخره حضور در جام جهانی را تجربه کند.گاگو با آرژانتین توانست در جام جهانی 2014 به نایب قهرمانی جهان برسد.

## وضعیت بازی در باشگاه‌ها
| باشگاه      | فصل     | لیگ  | لیگ | لیگ    | جام حذفی | جام حذفی | جام حذفی | باشگاهی کشورها | باشگاهی کشورها | باشگاهی کشورها | مجموع | مجموع | مجموع  |
| باشگاه      | فصل     | بازی | گل  | پاس گل | بازی     | گل       | پاس گل   | بازی           | گل             | پاس گل         | بازی  | گل    | پاس گل |
| ----------- | ------- | ---- | --- | ------ | -------- | -------- | -------- | -------------- | -------------- | -------------- | ----- | ----- | ------ |
| بوکاجونیورز | ۲۰۰۴–۰۵ | ۲    | ۰   | ۰      | ۰        | ۰        | ۰        | ۰              | ۰              | ۰              | ۲     | ۰     | ۰      |
| بوکاجونیورز | ۲۰۰۵–۰۶ | ۳۱   | ۰   | ۳      | ۰        | ۰        | ۰        | ۰              | ۰              | ۰              | ۳۱    | ۰     | ۳      |
| بوکاجونیورز | ۲۰۰۶–۰۷ | ۳۷   | ۱   | ۲      | ۰        | ۰        | ۰        | ۰              | ۰              | ۰              | ۳۷    | ۱     | ۲      |
| بوکاجونیورز | کل      | ۷۰   | ۱   | ۵      | ۰        | ۰        | ۰        | ۰              | ۰              | ۰              | ۷۰    | ۱     | ۵      |
| رئال مادرید | ۲۰۰۶–۰۷ | ۱۳   | ۰   | ۱      | ۲        | ۰        | ۰        | ۲              | ۰              | ۰              | ۱۷    | ۰     | ۱      |
| رئال مادرید | ۲۰۰۷–۰۸ | ۳۱   | ۰   | ۳      | ۴        | ۰        | ۱        | ۶              | ۰              | ۰              | ۴۱    | ۰     | ۴      |
| رئال مادرید | ۲۰۰۸–۰۹ | ۲۷   | ۱   | ۹      | ۶        | ۰        | ۰        | ۱              | ۰              | ۰              | ۳۴    | ۱     | ۹      |
| رئال مادرید | ۲۰۰۹–۱۰ | ۱۹   | ۰   | ۲      | ۲        | ۰        | ۰        | ۲              | ۰              | ۰              | ۲۳    | ۰     | ۲      |
| اسپانیا     | اسپانیا | ۸۹   | ۱   | ۱۵     | ۱۴       | ۰        | ۱        | ۱۱             | ۰              | ۰              | ۱۱۴   | ۱     | ۱۶     |
| مجموع       | مجموع   | ۱۵۹  | ۲   | ۲۰     | ۱۴       | ۰        | ۱        | ۱۱             | ۰              | ۰              | ۱۸۴   | ۲     | ۲۱     |

## زندگی شخصی
گاگو به ادبیات و هنر علاقه زیادی دارد. وی پس از آمدن به اسپانیا، اولین کاری که کرد، رفتن به موزه del Prado بود.
همچنین به گاگو لقب El Pintita داده شده‌است. این اتفاق زمانی افتاد که وی در زمان تمرین، با موهای خود بازی می‌کرده‌است که مربی به وی می‌گوید"بجای نقاشی کردن، بدو!". از آن به بعد هم تیمی‌هایش در بوکاجونیورز به وی این لقب را دادند و وی را El Pintita صدا می‌کردند.

## افتخارات

### بوکاجونیورز
لیگ آرژانتین: کسب ۲ قهرمانی | سال ۲۰۰۵ - سال ۲۰۰۶
Copa Sudamericana: کسب ۱ قهرمانی | سال ۲۰۰۵
Recopa Sudamericana: کسب ۲ قهرمانی | سال ۲۰۰۵ - سال ۲۰۰۶

### رئال مادرید
لیگ اسپانیا (لالیگا): ۲ قهرمانی | فصل ۲۰۰۶–۲۰۰۷ - فصل ۲۰۰۷–۲۰۰۸
سوپر کاپ اسپانیا: ۱ قهرمانی | سال ۲۰۰۸

### تیم ملی
جام جهانی نوجوانان: ۱ قهرمانی | سال ۲۰۰۵
بازیهای المپیک: ۱ قهرمانی | سال ۲۰۰۸